# Sleeper Cell
Sleeper Cell è una serie televisiva statunitense prodotta dal 2005 al 2006.

## Trama
Darwin Al-Sayeed è un agente dell'FBI infiltrato in una cellula terroristica islamica, al cui capo c'è Faris Al-Farik.

## Episodi
| Stagione         | Episodi | Prima TV originale | Prima TV Italia |
| ---------------- | ------- | ------------------ | --------------- |
| Prima stagione   | 10      | 2005               | 2007            |
| Seconda stagione | 8       | 2006               | 2008            |

## Edizioni home video
Sia la prima che la seconda stagione della serie sono state commercializzate in DVD.